# Eisingrug

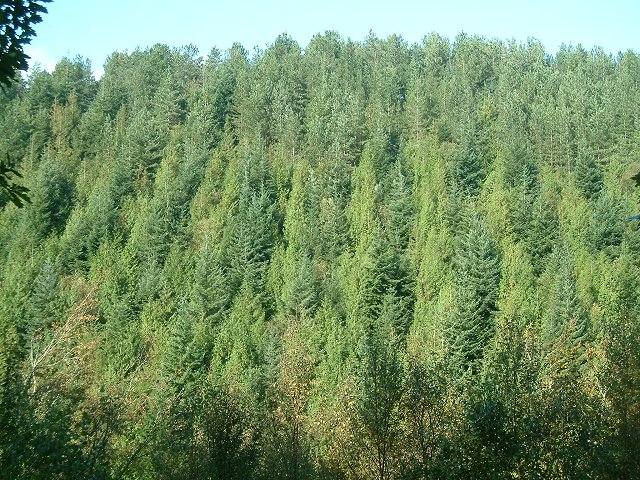
Black Wood.

Eisingrug (em inglês:  A place where corn was winnowed after husking) (em português:  Um lugar onde o milho foi peneirado após o descasque) é um hamlet rural próximo à cidade de Harlech, Gwynedd, Gales.
A ferrovia Cambrian Line passa proximamente à vila, sendo que a estação ferroviária mais próxima é para o norte em Talsarnau. 
Para o sudoeste está o Glyn e Brogyntyn Estate e ao noroeste Black Wood, uma plantação de coníferas em uma encosta íngreme virada para o leste, junto a linhas alternadas de 2 espécies de coníferas separadas.
A área tem uma boa vista para partes do norte da Baía de Cardigan.